# Fritz Scheel
Johann Friedrich Ludwig Scheel conosciuto come Fritz Scheel (Falkenberg, 7 novembre 1852 – Filadelfia, 13 marzo 1907) è stato un direttore d'orchestra tedesco.

## Biografia
Scheel nacque in Germania il 7 novembre 1852. Suo padre era il direttore dell'orchestra di Lubecca. Studiò violino a partire dall'età di 12 anni, avendo come maestro Ferdinand David.
All'età di 17 anni, Scheel era direttore d'orchestra a Bremerhaven. Nonostante la giovane età, si mise in mostra per le sue capacità.
Nel 1884 fu nominato direttore dell'orchestra di Chemnitz, succedendo a Hans Sitt.
Spinto dall'ambizione, e desideroso di nuove avventure, lasciò la Germania nel 1893, imbarcandosi per New York. Diresse alcuni concerti nella città, prima di entrare in contatto con l'impresario Florenz Ziegfeld, che gli affidò il ruolo di direttore della "Trocadero Orchestra" in occasione della Fiera Colombiana di Chicago.
Nell'inverno dello stesso anno, diresse un'orchestra che chiamò "Vienna Prater Orchestra", in un festival a San Francisco. Scheel continuò a lavorare nella città californiana per diversi anni.
Nel 1900, fu nominato direttore della neonata Philadelphia Orchestra, per la sua prima stagione in assoluto. Scheel allestì un'orchestra di qualità, specializzandosi nel repertorio Austro-Tedesco. Recrutò musicisti di talento, prevalentemente dalla Germania.
Ingaggiò alcuni ospiti importanti, come Richard Strauss, Fritz Kreisler, Felix Weingartner e Olga Samaroff.

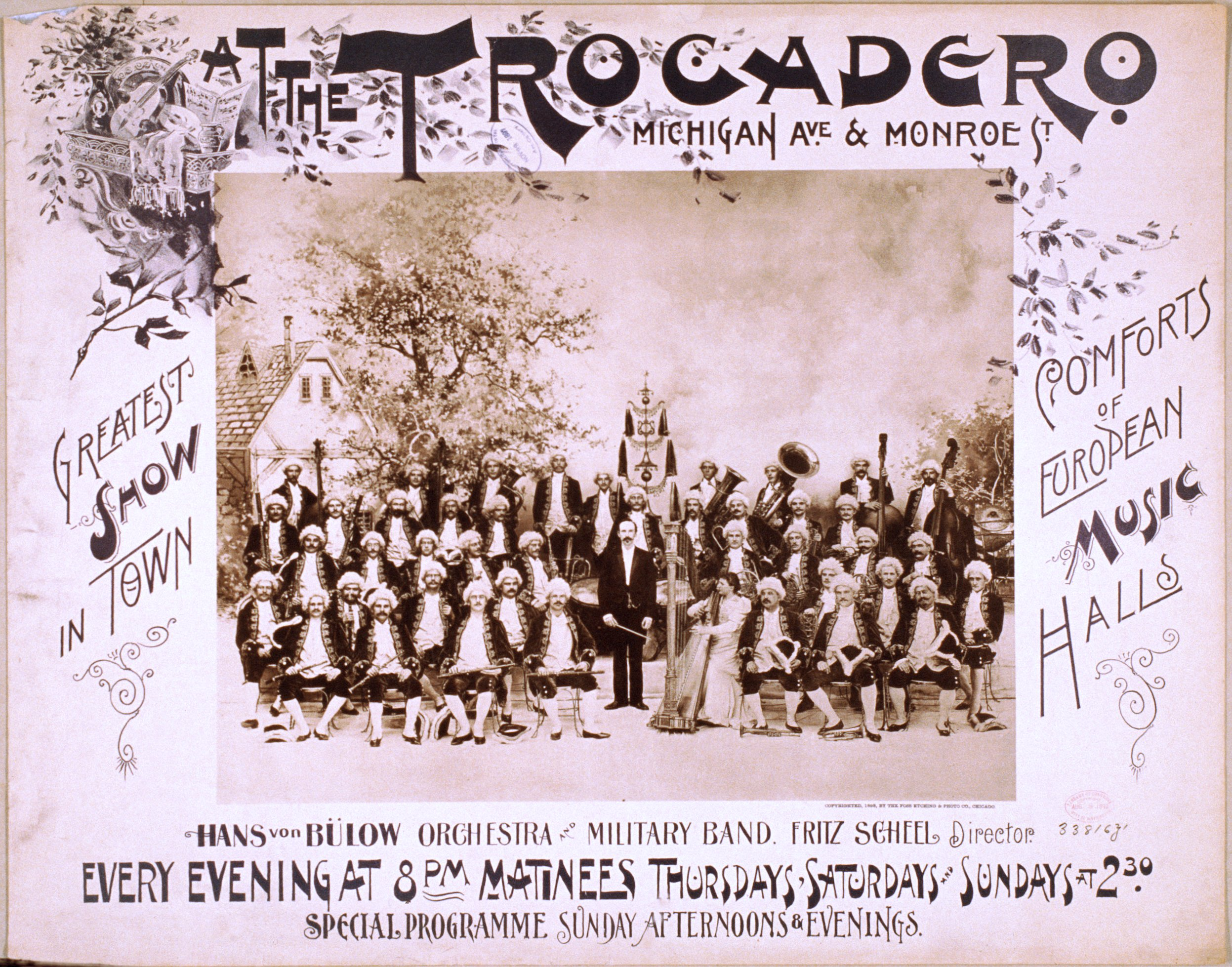
Scheel e la sua orchestra in una locandina dell'epoca

L'8 febbraio 1907, prima di un concerto, ebbe un esaurimento nervoso e fisico. Il suo medico gli assegnò un mese di riposo ad Atlantic City, ma le sue condizioni non migliorarono. Morì un mese dopo a Filadelfia, a causa di una polmonite.